# Хришћанство на Балкану
Хришћанство се на Балканском полуострву појавило још у апостолско време. Хришћанску цркву на овим просторима основао је апостол Павле, са својим сарадницима, на свом другом и трећем мисионарском путовању средином I века.
Прва хришћанска црквена општина основана је у Филипима (место код данашње Кавале у Грчкој). Према предању, Павлу се, док је боравио у Троади, у сну јавио човек из Македоније и позвао га: »Дођи у Маћедонију и помози нам!« (Д.ап. 16, 9). О успеху Павлове проповеди и данас сведочи храм посвећен Светој Лидији, првој хришћанки у Филипима. Тамошњим хришћанима Павле је упутио и једну посланицу. У II веку је и свети Поликарп Смирнски написао једну посланицу Филипљанима.
Апостолског порекла је и црква у Солуну, главном граду некадашње римске провинције Македоније (Д.ап. 17, 1-19). Овој цркви је Павле, такође, упутио две посланице. Из Солуна је Павле отишао у оближњу Верију, а после тога у Атину где је на атинском Ареопагу одржао познату беседу (Д.ап. 17, 22-31). Сем Филипа, Солуна, Верије, Атине, апостолског порекла је и црква у Коринту у Ахаји (или на Пелопонезу), којој је Павле написао две посланице.
У Делима апостолским као и у Посланицама апостола Павла нема детаљних обавештења о делатности апостола Павла и његових ученика у свим местима у јужним деловима Балканског полуострва. Апостол Павле само извештава да је јеванђељем напунио све земље »од Јерусалима, и наоколо све до Илирика« (Рим. 15, 19). По предању, које је касније и записано, Павлов ученик Тит је проповедао у Далмацији и био је први епископ у њеном главном граду Салони (место код данашњег Сплита). Касније је Тит био епископ на острву Криту а Павле му је послао две пастирске посланице. Такође по предању, свети јевађелист Лука је ширио хришћанство у Далмацији, Македонији и Ахаји, а пострадао је у Тиви, у Грчкој. Свети апостол Андреј Првозвани, брат апостола Петра, после Кавказа и јужне Русије проповедао је у Тракији, Македонији, Подунављу, Тесалији и Ахаји, а пострадао је за веру у Патрасу на Пелопонезу. Апостолског порекла је и црква у Сирмијуму (Сирмиум) у Панонији Секунди (Панониа Секунда), где је проповедао св. Андроник Панонски.
У унутрашњости Балканског полуострва хришћанство је ширено у постапостолском периоду, и то постепено, главним путним правцима који су повезивали Балканско полуострво: са југа, долинама река Вардара и Мораве, са истока, долинама Марице, Струмице и Дунава, затим из приморских градова са обала Егејског, Мраморног, Јонског и Јадранског мора, познатим римским путем Виа Егнатиа, који је повезивао Драч (Дирахион) са Константинопољем (Константиноуполис), затим путем Београд (Сингидунум) - Константинопољ, као и долином реке Саве до Емоне (Емона - Љубљана) и Аквилеје (Акуилеиа) код Трста, Италија.
Посебно је било раширено хришћанство у тадашњим градовима: Наисусу, Виминацијуму, Маргуму, Сингидунуму, Сирмијуму. Нема много извора о стању хришћанске цркве на Балкану у време прогона хришћана, у периоду од Нерона до Диоклецијана (282. - 305). Хришћани се у војсци цара Марка Аурелија (161. – 180) помињу у рату који је он водио у Панонији са германским племеном Квади око 177. Последњи велики прогон хришћана за време Диоклецијана 303 - 304. године показао је да је црква на подручју Илирика и целог Балкана била добро организована почетком IV века. За хришћанску веру су у то време пострадали епископ Иринеј из Сирмијума (304), ђакон Димитрије, девојка Анастасија; у Салони епископ Домније, а пре њега вероватно епископ Венантиос, чтец Полион из Цибале (Цибалае - Винковци); у Улпијани (Улпиана - Липљан на Косову) средином II века пострадали су свети каменоресци Флор и Лавр, у Панонији Четворица овенчаних мученика (Кватуор цороната) и многи други. У Сингидунуму (Београд), за време цара Лицинија пострадали су ђакон Ермил и војник Стратоник (315) први београдски мученици.
После Првог васељенског сабора 325, Илирик је у целом IV веку био поприште аријанских борби. Сам Арије је протеран у Илирик. У Сардики (Сердица - данас Софија у Бугарској) одржан је 343. Сардички сабор (343) који је окупио највећи број епископа са подручја Балкана. Неколико полуаријанских сабора 351, 357. и 358, за време цара Констанција II (337 – 361), одржано је у Сирмијуму (Сремска Митровица), који је у то време био једна од четири престонице Римског царства. На подручју Илирика су деловали водећи епископи полуаријанци као што су: Валенс из Мурсе (Мурса - Осијек), Урсакије из Сингидунума, као и двојица сирмијских епископа, Фотини и Герминије. У овим крајевима је извесно време боравио и св. Атанасије Велики у време свог прогонства у Илирик 339 – 346. године.
Од значајнијих личности из периода раног хришћанства, с подручја Балканског полуострва било је и неколико хришћанских писаца: епископ Викторин Петовијски (Поетовио - Птуј, у Словенији), познат по својим тумачењима Новог завета; епископ Никита из Ремезијане (Ремесиане - Бела Паланка, у Србији), умро 414, познат као мисионар и писац литургичких и катихетских списа, вероватно аутор познате химне »Тебе Бога хвалимо«; свети Јероним, родом из места Стридон, на граници Паноније и Далмације, умро 420. Године 373 – 375. борави у пустињи Калкис код Антиохије. Зналац је латинског, грчког и хебрејског језика. У Цариграду је слушао Григорија Назијанзин а у Александрији Дидима Слепог; изучавао је Оригена. Његово најважније дело је О знаменитим људима (Де вирис илустрибус). Готски епископ Вулфила, умро 383, познат, поред мисионарског рада, по своме преводу Светог писма на готски језик.
Црквена организација која је након објављивања Миланског едикта (313) изграђена у Илирику у IV веку, већ крајем тог и у V веку била је често разарана за време велике сеобе народа са севера и истока на југ и запад Европе. Балканско полуострво је доживело нападе Гота, Хуна, Гепида, Авара и, најзад Словена. Већ половином V века, посевно 441. Хуни су, предвођени Атилом (434 – 453), уништили већину градова и насељених места у Илирику који су били епископска седишта. Управо из тог доба, у последњих неколико деценија археолози су откопали ранохришћанске базилике и баптистеријуме у некада великим хришћанским центрима као што су били Салона, Филипи, Тесалоники, Стоби (у Македонији), Скупи (Скопље), Хераклеја Линкестис (код Битоља), Лихнидос (Охрид), Јустинијана Прима (Царичин Град код Лебана), Сардика (Софија), Сирмијум, као иу великом броју других, мањих епископија које су цветале на Балканском полуострву до краја VI века.

### Средњи век
Цар Јустинијан (527 – 565), родом са Балканског полуострва, из Илирика, поново је освојио од Гота западне делове Балканског полуострва. У његово време су на Балкану христијанизовани делови племена Визигота, Хуна, Лангобарда, затим Гепиди и Хери у околини Београда. Илирик, односно Балканско полуострво, добило је у Јустинијаново доба и нову црквену организацију јер је цар 535. основао архиепископију Јустинијану Приму, са седиштем у истоименом граду. Та црквена јединица је обухватала већи део Балканског полуострва, али је због инвазије Авара и Словена трајала само око 70 година (до 602).
Нова епоха на Балкану наступа са повратком и насељавањем Словена у VI и VII веку. Та сеоба је нарочито интензивна у доба цара Јустинијана 548, 549. и 550. године, када Словени у великим таласима прелазе Дунав и Саву и трајно се насељавају на византијској државној територији. Продори Словена и Авара су били нарочито јаки када су Византинци 582. изгубили Сирмијум, тадашњу, »капију Балкана«. Узалуд је цар Маврикије (582 – 602) покушао да спречи долазак Словена. Већ за време цара Ираклија (610-641) они су држали цео Балкан, од Дунава до Коринтског залива и од Егејског до Јадранског мора.
До првог сусрета Словена са хришћанством дошло је када су они као војници служили у византијској војсци. Византијски цар и историчар Константин VII Порфирогенит говори о првом масовном крштавању Срба и других јужних Словена на Балкану, за време цара Ираклија, између 630. и 640. Али оно није оставило дубље трагове у народу, јер је христијанизације веома дуг и сложен процес, који је код јужнословенских народа на Балкану завршен у другој половини IX века.
»Словенски просветитељи«, света браћа Кирил (Константин) и Методије, били су родом из Солуна. За време цара Михаила III и патријарха Фотија, а на позив моравског кнеза Растислава, света браћа су 863. били у Моравској и проповедали хришћанство на народном, словенском језику. Истовремено су 864. крштени Бугари са каном Борисом (852-889) на челу, а једну деценију касније коначно су крштени Срби, у време цара Василија I Македонца (867 – 886). Тада су крштена српска племена у Доклеји, Травунији, Хуму, Босни, Рашкој и Паганији, око ушћа Неретве у Јадранско море. Балкански Словени су из своје постојбине донели паганску веру у богове Световида, Перуна, Дажбога, Волоса, затим у речна, шумска, кућна божанства, веру у виле. Примањем хришћанства нису се у потпуности ослободили тих веровања, чији трагови и данас постоје у разним обичајима.
У црквено-јуридичким погледу Балканско полуострво је припадало Цариграду и Риму. У време Константина Великог (305 – 337), Македонија и Источни Илирик су припадали Цариграду. Гранична линија Запад-Исток преко Балкана углавном је ишла линијом Котор - Београд, а пограничне области су увек биле Панонија и Далмација. Године 437. Панонија је припала Истоку и била под управом префекта Преторија Илирика, са седиштем у Синијуму, касније у Солуну.
С насељавањем Словена у VI и VII веку на Балкан, старо римско становништво се повлачи у приморске градове или. планинска подручја, а у каснијој историји је познато под именом Власи. Године 732. иконоборачки цар Лав III Исавријанац одузео је од папе Гргура III духовну надлежност у Илирику, на Сицилији, у Калабрији и потчинио их патријарху цариградском, Тако је Балканско полуострво, простор будућих јужнословенских држава Рашке, Дукље, Босне, Бугарске и Хрватске, у духовном погледу припало Цариградској патријаршији. Каснији ток историјских збивања учинио је да западни делови Балкана и Јадранског приморја, потпадну под надлежност Римског епископа, односно папе. Далматински Хрвати, мада су политички признавали власт Византије, у време кнеза Бранимира (879 – 892) и папе Јована VIII коначно су признали духовну потчињеност Риму. Папа Никола I (умро 867) покушао је да младу Бугарску цркву веже за Рим, али то није успео пошто се Борис на сабору у Цариграду 870. определио за Византију. Штавише, Бугарска црква је од 871. самостална према Цариграду, а од времена цара Симеона (893-927) већ у рангу патријаршије. Симеонов наследник цар Петар (927-969) заслужан је за оснивање двадесетак манастира, од којих су најзначајнији манастир Св. Јована Рилског и манастир Ксиропотам на Светој гори Атонској.
Балканско полуострво од X века захвата богумилска јерес. Тада је настао и први спис против ове јереси, чији је аутор Презвитер Козма, под насловом Беседа против јеретика. Корене те јереси и њене појаве на Балкану треба тражити у акцији цара Константина V Копронима (741-775), који је из Сирије и Јерменије преселио павликијанце и преостале манихејце у Тракију (данас Бугарска). Одатле се јерес ширила по Македонији, Србији, Босни, Италији и јужној Француској.
После Великог раскола 1054, гранична линија источне и западне цркве на Балкану се све јасније уочава. Тако је Хрватска краљевина Димитрија Звонимира 1076, у време амбициозног папе Гргура VII (1073—1085), признала папу као ленског господара (примила вазални статус). У исто то време српски кнез у Дукљи Михаило Војислављевић (1050 – 1082) води преговоре с папом Александром II око признавања краљевске круне. Резултат тих преговора је оснивање Барске архиепископије 1067. године, са једанаест подручних епископија. Тек 1077. Михаило је из Рима добио краљевску круну, док је за време његовог сина и наследника Константина Бодина (1081 – 1101), папа Клемент III 1089. потврдио самосталност Дукљанско-барске архиепископије.
Младе словенске цркве на Балкану су од самог настанка имале за богослужбени језик народни словеначки језик. На тај језик су одмах преведене са грчког језика многе богослужбене књиге, делови Светог писма и важнија дела из светоотачке литературе. На народном језику чак настају изворна дела хришћанске литературе. Писменост код балканских Словена почиње примањем хришћанства.
Хришћанска црква на Балкану, међу словенским живљем, заживела је својим пуним животом одмах по оснивању у X веку. То показује развој монаштва и неколико аскета-светитеља. Монаштво на Балканско полуострво долази са Истока преко Бугарске. Први словенски владар монах је Борис-Михаило, који се повукао у манастир 889. Ученици свете браће Кирила (умро 869) и Методија (умро 885), Климент (умро 916) и Наум (умро 910), оснивали су манастире у области Охридског и Преспанског језера. Св. Климент је основао у Охриду манастир Св. Пантелејмон, а Наум манастир посвећен светим архађелима (Св. Наум). Климент је био епископ Величке епархије (данас област у јужној Албанији и Епир у Грчкој). Писао је на српскословенском језику похвале хришћанским светитељима, житија светих и црквене песме. Св. Јован Владимир (умро 1016) први је српски светитељ владар. Био је краљ у Дукљи, заробљеник а потом зет цара Самуила; касније је на превару убијен у Преспи. Тело му почива у цркви Св. Јован у Елбасану (Албанија).
Св. Јован Рилски (умро 946) живео је у време цара Петра. Почива у истоименом манастиру. Свети Јоаким Осоговски из околине је Криве Паланке, почива у истоименом манастиру код Кратова. Св. Прохор Пчињски је из Овчег Поља. Манастир у Нагоричану је за време светитељевог живота подигао Византијски цар Роман IV Диоген (1068 – 1071) и посветио га св. Георгију. По св. Гаврилу Лесновском назван је Манастир Лесново.
Земље у Јадранском приморју потпале су папску духовну јурисдикцију. У време српског великог жупана Стефана Немање (1168 – 1196) постоје две римокатоличке епископије у Приморју, Дубровачка и Барска. Немања се лично са својом матичном земљом определио за православље и Византију, мада је у својој држави толерисао римокатолике, у чему су га следили његови наследници на српском престолу. Његов син Стефан Немањић (1196 – 1228) чак је 1217. примио краљевску круну из Рима, од папе Хонорија III. Римокатоличко становништво у балканским земљама живело је махом у градским насељима и бавило се трговином (дубровачки трговци) или рударством (Саси, рудари из Немачке).
Покушаји уније православних и римокатолика у Лиону 1274. и Фиренци 1438 – 1439. нису на Балкану имали присталица међу православнима, што је и каснији развој догађаја потврдио. Духовни покрет Исихазам у другој половини XIV века посебно је био јак на Светој гори, у Бугарској и Србији, а преко Молдавије и Влашке проширио се у Русију. Црквени поредак у Балканским земљама остао је све до данас углавном исти. Аутокефалне су Грчка, Српска, Бугарска и Румунска црква, с тим што прва има ранг архиепископије, а остале ранг патријаршије.